# جون هندري (سياسي)
جون هندري هو سياسي كندي، ولد في 20 يناير 1843، وتوفي في 17 يوليو 1916.